# Lijst van programma's van Comedy Central
Dit is een lijst van programma's van Comedy Central.

## Eigen producties
- Aliens
- Captain's Secrets (alleen tijdens Think Happy Day)
- Comedy Central News
- Comedy Central Roast
- The Daily Show: Nederlandse editie
- Dol
- Freeks Oudejaars
- John from Burlington
- Joezjny
- New Kids (vanaf seizoen 3)
- Night of Comedy
- Popoz
- Pretty, Sick and Twisted
- Stand-Up Santa
- Bram van der Velde en Bob MacLaren – ZÓ 2009!
- HiHaHondenlul
- De Meisjes van Thijs

## Programma's

### Huidige programmering[1]
- 2 Broke Girls
- Abbott Elementary
- Awkwafina Is Nora from Queens
- Broad City
- Crank Yankers
- Digman!
- Family Guy
- Friends
- Key & Peele
- Last Man Standing
- Modern Family
- Rules of Engagement
- South Park
- The Simpsons (naar Fox tussen 2013 en 2022)
- Will & Grace
- Workaholics
- Young Sheldon

## Overige programma's
Deze programma's worden momenteel niet meer uitgezonden.
- 8 Simple Rules
- 30 Rock
- 3rd Rock from the Sun
- Ab Normaal
- After You've Gone
- Aliens
- American Dad
- Angelos
- Archer
- Arrested Development
- Badly Dubbed Porn
- Baskets
- Becker
- Better Off Ted
- Bob's Burgers
- Bored to Death
- Buffy the Vampire Slayer
- Californication
- Captain's Secrets (alleen tijdens Think Happy Day)[2]
- Carpoolers
- Cavemen
- Chuck
- Comedy Central News
- Comedy Central Roast
- Comedy Inc.
- Community
- Da Ali G Show
- Dead Like Me
- Dharma & Greg
- Dirty Sexy Funny met Olivia Lee
- Dog Bites Man
- Dog Town
- Dol
- Eastbound & Down
- Entourage
- Extras
- Fear, Stress & Anger
- Frasier
- Free Agents
- Freeks Oudejaars
- Futurama
- Gavin & Stacey
- Grounded for Life
- Het eiland
- Hot Spots
- How I Met Your Mother
- How Not to Live Your Life
- Hung
- Hustle
- Insomniac with Dave Attell
- It's Always Sunny in Philadelphia
- Joezjny
- Just Shoot Me!
- Kabouter Wesley
- Kenny vs. Spenny
- Last Comic Standing
- Lead Balloon
- Life in Pieces
- Lil' Bush: Resident of the United States
- Mad About You
- Malcolm in the Middle
- Married... with Children
- Melissa and Joey
- My Name is Earl
- Naked & Funny
- New Kids
- Night of Comedy
- Nikki
- No Angels
- Off Centre
- Peep Show
- Prime Time Glick
- Psych
- Reaper
- Reno 911!
- Respectable
- Rodney
- The Sarah Silverman Program
- (Best of) Saturday Night Live
- Scrubs
- Seinfeld
- Shorties Watchin' Shorties
- Six Feet Under
- Spin City
- SpongeBob SquarePants (alleen tijdens Think Happy Day)[2]
- Supernova
- Takeshi's Castle
- Taking the Flak
- Teachers
- Testees
- That '70s Show
- That's my Bush
- The Cleveland Show
- The Comedy Awards
- The Cup
- The Daily Show (Nederlandse editie)
- The Daily Show with Jon Stewart
- The Fresh Prince of Bel Air
- The Graham Norton Show
- The IT Crowd
- The Jamie Foxx Show (in nachtprogrammering)
- The Jeff Dunham Show
- The Goldbergs
- The Knights of Prosperity
- The Life and Times of Vivienne Vyle
- The Mick
- The Middle
- The Office US
- The Power of One met Peter Powers
- The Showbiz Show met David Spade
- The Tracy Morgan Show
- The Wayans Brothers
- (Best of) The World Stands Up
- The Worst Week of My Life
- Transito Motel
- Trailer Park Boys
- Two Pints of Lager and a Packet of Crisps
- Unhappily Ever After
- Weeds
- Two Guys and a Girl
- Yes, Dear
- Young & Hungry

## Films, specials, stand-up, cabaret en overig
Films
- About Schmidt
- Adam & Eve
- Alfie
- All the Queen’s Men
- Anchorman
- Cannonball Run
- Chasing Amy
- Cheats
- Chicago Cab
- Clerks.
- Clerks II
- Dead Like Me: Life After Death
- Deconstructing Harry
- Dirty Liar
- Dogma
- Don’t tell mom the babysitter is dead
- Driving Miss Daisy
- Go
- Heartbreak Ridge
- John from Burlington[3]
- Larry David: Curb your Enthusiasm
- Lost Reality
- Man Trouble
- Men With Brooms
- Mojave Moon
- Nacho Libre
- Muppet Treasure Island
- Muppets From Space
- Piet Kluit, een man met ballen.
- Richard Pryor, I aint dead yet!
- Sliding Doors
- Swing Vote
- Team America: World Police
- Tenacious D in: The Pick of Destiny
- The Hitchhiker’s Guide to the Galaxy
- The Martins
- The Real Blonde
- Wonder Boys
- Zoolander

Animatiespecials
- Family Guy: Blue Harvest
- Family Guy Presents Stewie Griffin: The Untold Story
- Family Guy: Stewie kills Lois
- South Park: Cartoon Wars
- South Park: Go god Go
- South Park: Pandemic
- South Park: Imaginationland

Stand-up en cabaret
- Bill Maher – The Decider
- Chris Rock – Kill the Messenger
- Chris Rock – Never Scared
- Dana Carvey – Squatting Monkeys Tell no Lies
- Dave Chappelle – Killin' Them Softly
- D.L. Hughley – Unapologetic
- Doug Stanhope – No Refunds
- Mike Birbiglia – What I Should Have Said Was Nothing
- Martin Lawrence – You So Crazy
- Jim Norton – Monster Rain
- Ernst van der Pasch – Scherp Blijven!
- Ernst van der Pasch – weg
- Joep Onderlinde – Joep
- Joep Onderlinde – Strak!
- John Pinette – I'm Starving
- Leon van der Zanden – Leon
- Leon van der Zanden – Zwarte Hond
- Pablo Francisco – Bits And Pieces
- Pablo Francisco – Ouch!
- Gabriel Iglesias – Hot and Fluffy
- Richard Jeni – Big Steaming Pile of Me
- Richard Pryor – Live In Concert
- Roseanne Barr – Blond and Bitchin'
- Jeffrey Ross – No Offence
- Umbilical Brothers – Speedmouse
- Jeff Dunham – Arguing with Myself
- Jeff Dunham – Spark of Insanity
- Jeff Dunham – A Very Special Christmas Special

The Roast of...
- Pamela Anderson
- William Shatner
- Bob Saget
- Flavor Flav
- David Hasselhoff
- Charlie Sheen

Oudjaarsconferencé
- Bram van der Velde en Bob MacLaren – ZÓ 2009!

Stand-up en cabaret (naam van de show – onbekend/nog onbekend)
- Dane Cook
- David Spade
- Denis Leary
- Ellen Degeneres
- Howard Komproe
- Lambert-Jan Koops
- Lewis Black
- Louis CK
- Patrice O'Neal
- Ray Romano
- Ricky Gervais
- Wilko Terwijn
- Will Ferrell

Pilots
- Pretty, Sick and Twisted

Specials
- The Cult of Cartman
- Extras: Christmas Special
- Family Guy Weekend
- New Kids Tribute
- Indecision 2008: Election Night – America's Choice
- Prettig Pasen Special
- The Real South Park
- Stand-Up Santa
- South Park Weekend
- That '70s Show: The Final Episodes
- The Simpsons 20-jarig jubileum
- Think Happy Day[2]
- Weedsweek
- The Simpsons Weekend
- Malcolm In The Middle Weekend
- Frasier Weekend

Thema-avonden
- animatiespecials (doordeweeks)

Thema-avonden (momenteel niet)
- Award winnende shows (donderdagen)
- Filmavonden (vrijdagen)
- The Roast of... (zaterdagen)
- Stand-up Saturday (zaterdagen)
- Britain's Finest (zondagen)

Presentatie
- Hans van der Togt (1 april 2009)